# Мар'яновка (Аургазинський район)
Мар'я́новка (рос. Марьяновка, башк. Марьянвока) — присілок у складі Аургазинського району Башкортостану, Росія. Входить до складу Степановської сільської ради.
Населення — 227 осіб (2010; 169 в 2002).
Національний склад:
- українці — 30%
- росіяни — 28%